# Alenka Orel
Alenka Orel, slovenska jadralka, * 14. marec 1977, Koper.
Orlova je za Slovenijo je nastopila na Poletnih olimpijskih igrah 1996 v Atlanti, kjer je jadrala s sestro dvojčico Janjo. Osvojili sta 19. mesto.